# フロントページ (お笑いコンビ)
フロントページは、かつて存在したお笑いコンビ。所属事務所は松竹芸能。2006年12月31日に解散した。

## メンバー
- 益田博隆（ますだ ひろたか、1975年11月14日（49歳） - ）
兵庫県西宮市出身。神戸市須磨区へ、※現在放送作家
- 藤川和孝（ふじかわ かずたか、1975年12月8日（49歳） - ）
大阪府大阪市東淀川区出身、血液型A型、無趣味である。なすなかにし中西・ボルトボルズ弓川・天然もろこし関根と「12ch」というユニットで活動していた。

## 概要
- 2001年コンビ結成。
- コンビ名の由来は映画の名前（フロント・ページ）から（2人はその映画を見ていない）。
- 2人はゲームセンターのアルバイトで知り合った。
- 笑いのセンスは高い評価を受けており劇場での人気も高かった。
- 自虐的なボケが多い。最初はしゃべくり漫才だったが、後期は主にコントであった。
- 現在藤川はピン芸人、益田は構成作家として活躍。しかし、2007年5月12日のB1角座で行われた「WILD TURKEY」にてそれぞれピンで舞台に出演。
- 藤川は2006年6月から2007年7月までケイ・キャットの情報番組「地域まるごと調査隊ぐるぐる5」にて交野市を紹介するナビゲーターを担当した。
- 益田は京都最恐スポット京都廃ホテル（ＫＫホテル跡地）での心霊ロケで数々の番組に出演
- 益田がラジオでプロレスのヒール集団アクトレスガールズの才原茉莉乃が姪と発言

## 主な出演番組

### テレビ
- 笑いの超新星（読売テレビ）
- ミヤネ屋（益田のみ）（読売テレビ）
- OFJ（BSフジ）
- わらいのちから（ケーブルウエスト）
- ますだおかだ角パァ!（朝日放送）
- チョップリン凸劇場（朝日放送）
- コントカーニバル（朝日放送）
- 超番宣人間タニョーン（朝日放送）
- ワイドABCDE〜す（益田のみ）（朝日放送）
- おはよう朝日（朝日放送）
- イカロスの翼（関西テレビ）
- たかじん胸いっぱい（関西テレビ）
- よろず刑事（朝日放送）
- 癒シックNight（サンテレビ）
- ひょうご寄席（サンテレビ）
- 地球まるごと調査隊ぐるぐる5（ケイ・キャット、藤川のみ）
- スイスペ!　魔界潜入!怪奇心霊（秘）ファイル4（益田のみ）（テレビ朝日）
- 快傑えみちゃんねる（益田のみ）（関西テレビ）

### ラジオ
- どーだ!ますだおかだ（MBSラジオ）
- 遊・わーく・ウィークリー（ラジオ関西）
- めっさGO!（JRTラジオ）
- 松本ミーハー堂（JRTラジオ）
- オーケイ・チョップリンのラジオGAYA（KBSラジオ）
- 徳島発 めっさ お笑い争奪戦!（JRTラジオ）

### DVD
- チョップリン凸劇場
- チョップリン 中年
- チョップリン ウルトラシンプル
- ダイナマイト関西2006

## 単独ライブ
- 2004年4月 「Drフロペの異常な愛情」
- 2005年3月 「華麗な食卓」
- 2005年10月23日「薔薇とピストル」
- 2006年4月9日 「裏切りのワルツ」